# Dinarg D-200
Dinarg D-200 — аргентинский двухместный четырёхколёсный автомобиль-мотоколяска. Разработана компанией Dinámica Industrial Argentina. Серийно производилась на заводе в Кордове с 1960 по 1961 годы. Всего было выпущено примерно 300 единиц, ныне он считается коллекционным автомобилем.

## История разработки и строительства
После Первой и Второй мировых войн (вплоть до 1960-х годов) в Европе получили широкое распространение транспортные средства, занимавшие промежуточное положение между полноценным автомобилем и мотоциклом — мотоколяски. Особенно популярны они были в разорённой войной Германии. До латиноамериканских стран эта волна докатилась только к 1960-м годам.
В 1959-м президент Артуро Фрондиси начал программу автомобилизации страны и поддержки отечественной автомобилестроительной промышленности, в результате чего, в том же году, группой аргентинских промышленников и инженеров была основана компания Dinámica Industrial Argentina. Dinarg, объединившая инженеров Мелитона Гонсалеса дель Солара, Хильберто Анастасио Ламарке, Энрике Родригеса Пардинья, Вальтера Рикардо Санта-Круса и Роберто Антонио Суареса, во главе с Хосе Фуадом Эласкаром (исп. José Fuad Elaskar) (разработавшим в середине 50-х гг. на фирме FMA самолёты «Керанди» и «Ранкель»), разработала дешёвый микроавтомобиль D-200. В 1960 были построены три прототипа, год спустя начались испытания. Двухдверная мотоколяска оснащалась одноцилиндровым двухтактным двигателем, объёмом 191 см³ и мощностью в 10,2 л.с. Трансмиссия имела 4 скорости переднего хода. Для движения назад требовалось останавливать двигатель и перезапускать его в обратном направлении. В 1961 началось серийное производство D-200 в Кордове. В 1962, 1963 и 1964 годах планировалось произвести 2000, 2500 и 3000 единиц соответственно. Хотя нет официальных цифр, считается, что полное производство мотоколясок к концу 1961 года составило примерно 300 штук.